# Osowo (Ermland-Mazurië)
Osowo (Duits: Ossöwen; 1938-1945: Ossau) is een plaats in het Poolse woiwodschap Ermland-Mazurië, gelegen in het district Gołdapski. De plaats maakt deel uit van de stad- en landgemeente Gołdap.